# Microchlamylla
Microchlamylla is een geslacht van weekdieren uit de klasse van de Gastropoda (slakken).

## Soorten
- Microchlamylla amabilis (Hirano & Kuzirian, 1991)
- Microchlamylla gracilis (Alder & Hancock, 1844)